# Wyndham
Wyndham ist die älteste und zugleich nördlichste Stadt der Kimberley-Region in Western Australia. Sie befindet sich am Nordende des Great Northern Highway 3440 Kilometer nordöstlich von Perth.
Wyndham ist eine Hafenstadt und ein Dienstleistungszentrum für die Bevölkerung im Nordosten der Kimberley-Region mit rund 600 Einwohnern (2016). Der ursprüngliche Standort der Stadt befindet sich am Cambridge Gulf – einer Bucht des Joseph Bonaparte Gulf in der Timorsee –, während Wyndham Three Mile (auch bekannt als Wyndham East) das heutige Wohn-, Geschäfts- sowie Schulviertel der Stadt ist.

## Geschichte
Der erste Europäer, der diese Gegend erkundete, war Philip Parker King im Jahre 1819. Er war auf der Suche nach einem Fluss, der es ermöglichen würde, ins Innere Western Australias vorzudringen. Über die von ihm nach Adolphus Frederick, 1. Duke of Cambridge, benannte Bucht Cambridge Gulf drang er in einen Fluss vor, der später ihm zu Ehren King River genannt wurde. Da er jedoch keine Trinkwasservorkommen finden konnte, gab er die Suche auf.
Alexander Forrest erreichte die Gegend 1879, erkannte ihr Potenzial als Weideland und empfahl sie Patrick Durack, einem irischen Immigranten und Pionier der Rinderzucht in den Kimberleys. 1881 kam er hier vorbei, zog aber am Ende weiter bis zum Ord River und baute seinen Landsitz an einer heute vom Lake Argyle überfluteten Stelle.
Wyndham wurde erst 1886 nach im Vorjahr getätigten Goldfunden in Halls Creek als wichtiger Hafen und als Handelsstation in East Kimberley von John Forrest gegründet. Schiffe brachten bis zum Ende des Booms im Jahr 1888 mindestens 5.000 Goldgräber in die Stadt. Doch nach Verlagerung des Goldrausches in die gemäßigten Klimazonen Südaustraliens reduzierte sich die Einwohnerzahl auf wenige Rinderfarmer.
1913 begann die Regierung Western Australias mit dem Bau einer Anlage zur Fleischverarbeitung, genannt Wyndham Meatworks, um Wyndhams Wirtschaft wieder in Gang zu bringen. Trotz einer durch den Ersten Weltkrieg verursachten Unterbrechung wurden die Meatworks im Jahr 1919 fertiggestellt. Sie waren bis zu ihrer Schließung 1985 die Hauptstütze der städtischen Wirtschaft.
Seit Schließung des Schlachthofs, der die wirtschaftliche Bedeutung des Hafens für den Fleischexport schmälerte, setzt die Stadt alternativ auf Tourismus. Infrastrukturell hat es die Bedeutung Kununurras nicht erreicht, wird jedoch in der Trockenzeit regelmäßig besucht.

## Klima

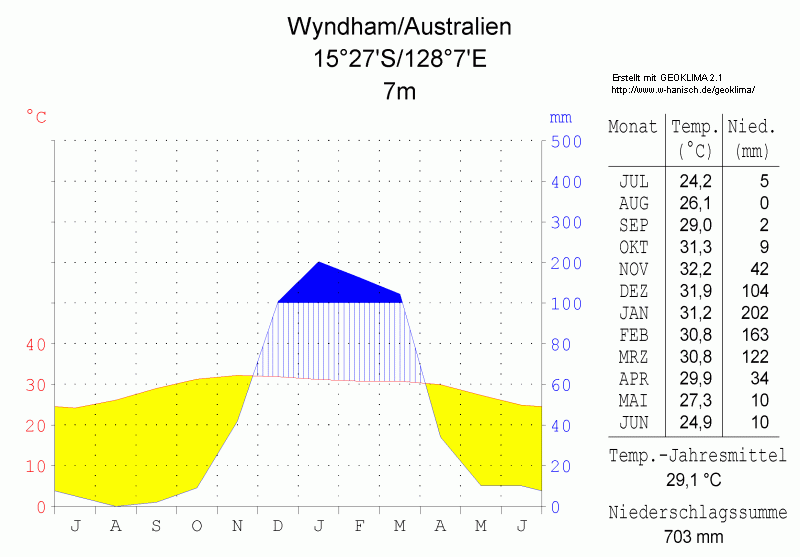
Klimadiagramm von Wyndham

Wyndham hat ein tropisches Klima, mit der feuchten Jahreszeit vom späten November bis zum März und der trockenen Jahreszeit vom April bis zum frühen November. Der heißeste Monat ist der Dezember mit einer durchschnittlichen Temperatur von 32,2 °C, die kältesten Monate sind Juni mit 24,9 °C und Juli mit 24,2 °C. Die jährliche Durchschnittstemperatur beträgt 29,1 °C, eine der höchsten Temperaturen Australiens. Im Jahr 1946 wurden in Wyndham 333 aufeinanderfolgende Tage mit einer Temperatur von über 32 °C registriert. Die durchschnittliche jährliche Niederschlagsmenge beträgt 1500 Millimeter.

## Bildung
In Wyndham gibt es zwei Schulen sowie einen TAFE-Campus, einer Einrichtung des tertiären Bildungsbereiches.

## Tourismus
Wyndhams touristisches Aushängeschild ist das Leistenkrokodil. Am Ortseingang preist eine 20 Meter lange Nachbildung aus Beton diese Touristenattraktion an. Lebhaftere Exemplare sind auf einer Krokodilfarm zu finden, wo die Tiere ihres Fleisches und ihrer Häute wegen gezüchtet werden. Organisierte Rundgänge mit Fütterungen finden zur Trockenzeit regelmäßig statt.
Neben einigen historischen Friedhöfen sind Reminiszenzen an die Gründerzeit im alten Gerichtsgebäude (Wyndham Historical Society Museum) zu finden: Dokumente und Fotos illustrieren die Viehzucht, Fleischindustrie, Hafenanlagen und Export. Der Hafen selbst und die Werft ist nicht zu besichtigen.

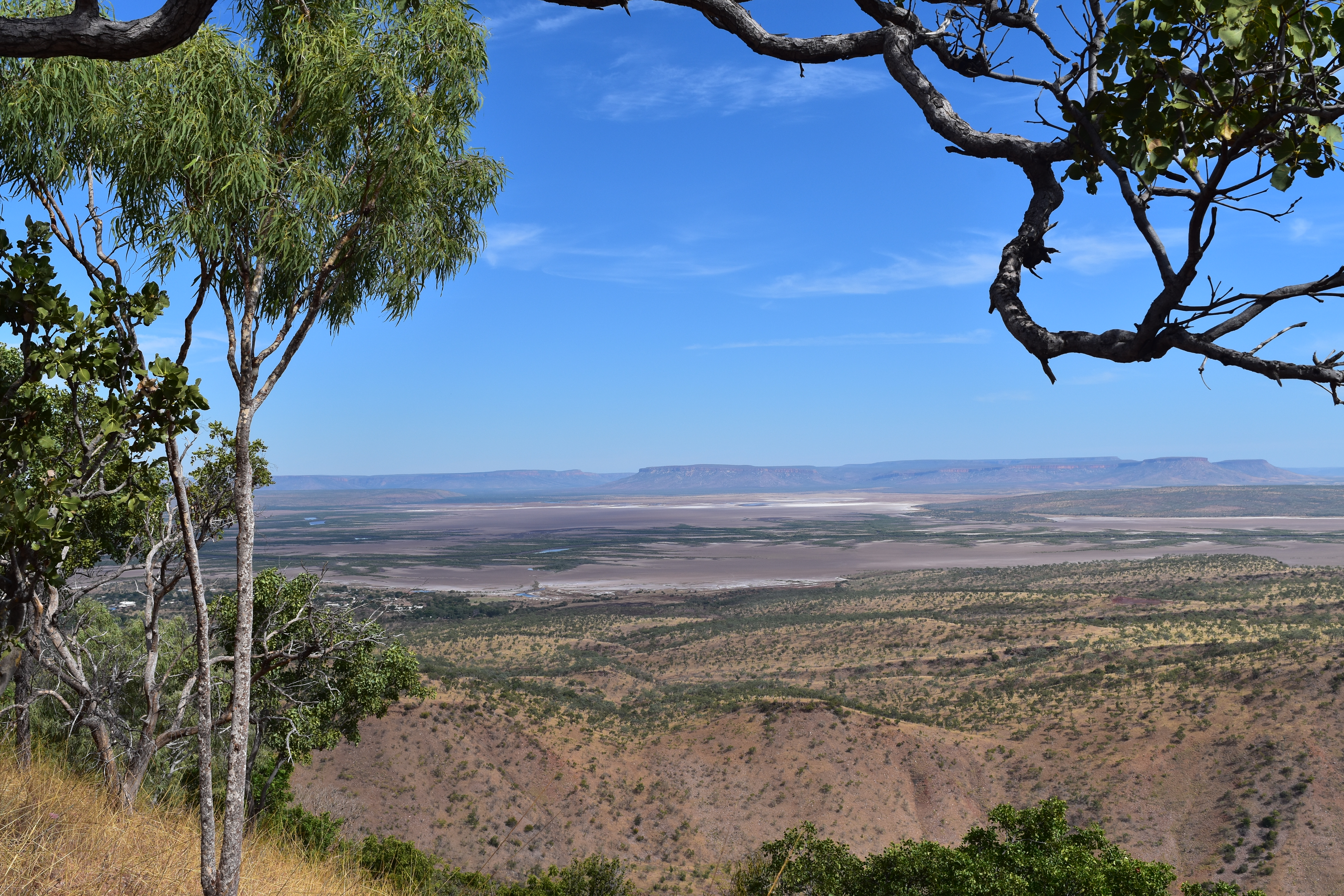
Aussicht vom Five Rivers Lookout nahe Wyndham während der Trockenzeit

Die sonstigen Sehenswürdigkeiten sind in erster Linie natürlichen Ursprungs. Beliebt ist der Five Rivers Lookout, ein Aussichtspunkt auf der West Bastion (350 m) auf das Schlammland und die Mangroven des Cambridge Gulf. Die fünf Flüsse, die ihm zufließen, sind King River, Pentecost River, Durack River, Forrest River – diese bilden einen gemeinsamen, West Arm genannten Ästuar – sowie der Ord River mit eigenem großem Ästuar im Osten.
Der Ort bietet einige verschiedene Übernachtungsmöglichkeiten und Einrichtungen zur Freizeitgestaltung, wie etwa ein Freibad oder ein Kino. Im Caravan Park steht der nach eigenen Angaben der Tourismuswerbung größte Boab-Baum der Kimberleys.
Ein weiterer großer Boab-Baum steht ca. 25 km landeinwärts an der Allradpiste entlang des King River (King River Road). Wie bei seinem Pendant in Derby handelt es sich hier um einen so genannten Prison Tree, an dem der Überlieferung nach gefangene Aborigines festgebunden gewesen sein sollen. An derselben Piste gibt es auch einen kleinen Staudamm (Moochlabra Dam) sowie Felszeichnungen von Aborigines.

## Verkehr & Infrastruktur
Südöstlich Wyndhams liegt der Flugplatz Wyndham (ICAO-Code: YWYM). Dort sind Charterflüge verfügbar und die Firma Airbus nutzt ihn seit Ende 2018 für ihr Zephyr-Programm.
Hauptverbindung nach Wyndham ist der Great Northern Highway von Süden. Alle übrigen Strecken sind Allradpisten, die zur Regenzeit nicht befahrbar sind. Hierzu gehört neben der King River Road, die eine Verbindung zur Gibb River Road konstituiert, sowie die Parry Creek Road (asphaltiert bis zum Caravan Park Parry Creek Farm im Naturschutzgebiet Parry Lagoon Nature Reserve) mit Überquerung des Ord River und verschiedenen Bade- und Angelplätzen auf dem Weg nach Kununurra.